# Büsinger-Handel
Als Büsinger-Handel (auch: Büsinger Handel, Büsinger-Händel oder Büsinger Krieg, Büsingerkrieg) wird hier eine Grenzverletzung bei der Schweizer Enklave Büsingen am Hochrhein durch hessische Truppen während der Badischen Revolution von 1849 bezeichnet.

## Ausgangslage

Lage der Schweizer Enklave Büsingen. Das Gebiet gehörte 1849 zum Grossherzogtum Baden.

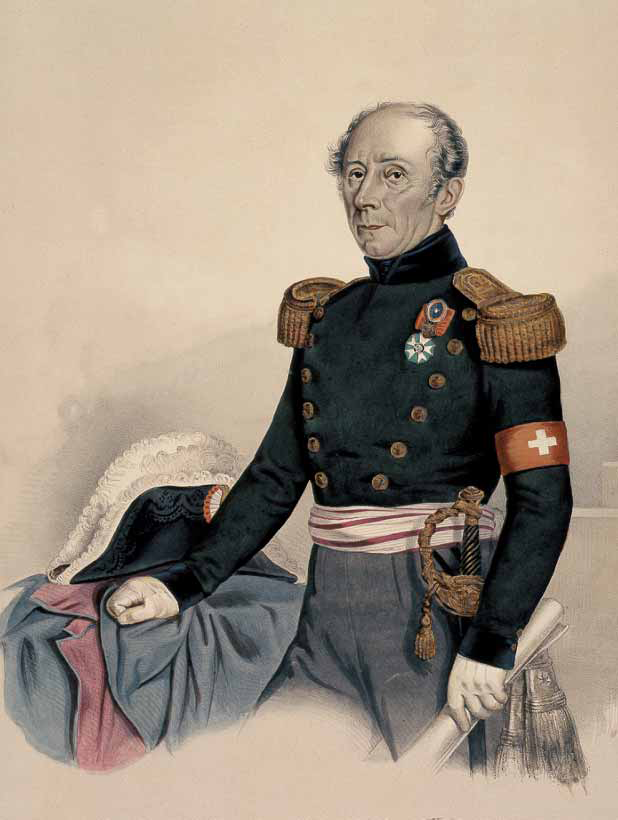
General Guillaume-Henri Dufour

Im Grossherzogtum Baden brach im April 1848 der erste Aufstand der Badischen Revolution aus. Zum Schutze der Schweizer Landesgrenzen mussten zum ersten Mal im jungen Bundesstaat Truppen Aktivdienst leisten. Die Grenzschutztruppen wurden Oberst Dominik Gmür unterstellt, der sich im Sonderbundskrieg bewährt hatte. In den Jahren 1848 und 1849 suchten Tausende von Revolutionären Schutz und Asyl in der Schweiz. Die badische Regierung in Karlsruhe erhielt für die Niederschlagung der Revolution Hilfe von anderen deutschen Staaten, so auch vom Großherzogtum Hessen.
Die badischen Aufständischen hatten auch in Büsingen Sympathisanten. Einen eigentlichen Büsinger Aufstand gab es jedoch nie. Nach der Niederschlagung der Revolution wurde in Baden jedoch böswillig behauptet, dass es in Büsingen revolutionäre Terroristen gebe. Es sollte eine Strafexpedition nach Büsingen erfolgen.

## Grenzübertritt hessischer Truppen
Am Samstag, dem 21. Juli 1849, fuhr das badische Dampfschiff Helvetia mit der 170 Mann starken hessischen Kompagnie „Stockhausen“ an Bord, die zur hessischen Division unter Generalmajor von Schäffer-Bernstein gehörte, vom Bodensee kommend rheinabwärts. Die Truppen gelangten um 7 Uhr morgens ungehindert in die badische Exklave Büsingen, besetzten das Dorf und entwaffneten die Bürger. Drei Männer wurden verhaftet, der Gemeinderechner Walter, der Arzt von Ow und der Tierarzt Güntert. Walter und von Ow mussten bald freigelassen werden, da ihnen nichts Belastendes nachzuweisen war. Güntert hingegen wurde als Gefangener aufs Schiff geführt und bewacht. Um 13 Uhr hätte der Dampfer wieder ablegen sollen.
Das Hauptquartier der eidgenössischen Divisionen in Schaffhausen erfuhr vom Truppeneinmarsch und leitete sofort erste Massnahmen ein, um das Abziehen der hessischen Truppen über Schweizer Territorium zu verhindern. Die hessischen Truppen wurden durch einen Abgeordneten der eidgenössischen Grenztruppen über die Massnahmen informiert. Ein Gesuch um freien Abzug wurde mit Hinweis auf die erfolgte Grenzverletzung abgelehnt. Im Laufe des Vormittags war die Enklave von einem Zürcher Bataillon umstellt worden, ein weiteres Bataillon hatte den gegenüberliegenden Schaarenwald besetzt, und bei den Brücken von Diessenhofen und Stein am Rhein waren Massnahmen getroffen worden, um die Durchfahrt des Schiffes zu verhindern. Nur zwei Gesandten wurde am Abend gestattet, zur Berichterstattung nach Konstanz zurückzukehren.
Es zeigte sich, dass die Fahrt nach Büsingen von Zivilbehörden angeordnet worden war. Die Truppen waren sich der Grenzverletzung nicht bewusst.

## Die nächsten Tage
Einem weiteren Begehren um Abzug der blockierten Kompagnie per Dampfschiff entsprach die Schweiz auch am folgenden Tag nicht. Das Kommando der Reichsarmee verstärkte darauf die Truppen um den Kanton Schaffhausen auf über 10'000 Soldaten und verbreitete die Drohung, dass die Truppen mit Gewalt befreit werden, sollte bis zum 28. Juli keine Einigung zum Abzug gefunden werden. Die Schweizer Truppen waren stark in der Unterzahl. Deshalb bot der Bundesrat am 24. Juli drei Divisionen zur Verstärkung auf. Zur Billigung dieser Massnahme wurde die Vereinigte Bundesversammlung auf den 1. August einberufen. Der Oberbefehl über die Truppen wurde von der Versammlung provisorisch dem aus dem Sonderbundskrieg erfahrenen General Guillaume-Henri Dufour übertragen. Aus mehreren Kantonen wurden über 24'000 Mann mobilisiert.

## Verhandlungen vom 28. Juli 1849
Anlässlich von Verhandlungen am 28. Juli 1849 in Schaffhausen entschuldigte sich der von Eduard von Peucker bevollmächtigte Stabsmajor des Hauptquartiers der Reichstruppen (Major Ferdinand du Hall) schriftlich für die Grenzverletzung und gab beruhigende Informationen über die Absichten der Reichstruppen ab. Der vom Bundesrat bevollmächtigte eidgenössische Kommissar (Oberst Stehelin) gab sich mit der Entschuldigung zufrieden. Noch am gleichen Tag wurde eine Vereinbarung über den Abzug der hessischen Truppen unterzeichnet, dies unter Wahrung der schweizerischen Sicherheit und Territorialrechte und ohne das militärische Ehrgefühl der Deutschen zu verletzen.

## Abzug vom 30. Juli 1849
Der Abzug der bewaffneten hessischen Truppen war von Büsingen nach Gailingen mit einem zehnminütigen Marsch über Schweizer Gebiet geplant und sollte am 30. Juli 1849, nachmittags um 13 Uhr beginnen. Als Begleitung waren von Schweizer Seite zweieinhalb Kompagnien Infanterie und eine Kompagnie Kavallerie vorgesehen. Die hessischen Truppen, des Weges unkundig, marschierten auf der Strasse Richtung Randegg. An der Grenze wurden sie von Reservetruppen gestoppt. Nachdem die schweizerischen Truppen auch dort eingetroffen waren, konnte der Marsch fortgesetzt werden. Die hessischen Truppen marschierten über Dörflingen und erreichten schliesslich Gailingen. Unter eidgenössischem Geleitschutz verliess schliesslich das Dampfschiff Helvetia Gailingen Richtung Konstanz.
Die Hessen führten den Büsinger Tierarzt Güntert auf einem Wagen als Gefangenen mit. Die Schweiz hätte aufgrund des Asylrechts dagegen Einspruch erheben müssen. Nach einer Haft von 50 Tagen konnte Güntert wieder nach Hause zurückkehren.
Dank Verhandlungen konnte der Büsinger-Handel ohne Blutvergiessen beendet werden. Auf beiden Seiten der Grenzen wurden bald die Truppen stark reduziert.